# Apelle dipinge il ritratto di Pampapse alla presenza di Alessandro il Grande
La tela (150x200 cm) Apelle dipinge il ritratto di Pampapse alla presenza di Alessandro il Grande di Francesco Solimena è conservata a Roma presso il Senato della Repubblica, Palazzo Madama, Sala della Balaustra.

## Descrizione
Questo capolavoro del tardo barocco napoletano, riconosciuto da Nicola Spinosa, realizzato en pendant, è conservato insieme a un'altra tela di Francesco Solimena: Zeusi dipinge il ritratto di Venere scegliendo come modello le fanciulle di Crotone, alla quale è strettamente collegato.
Si tratta di due episodi raccontati nel XXV libro della Naturalis historia di Plinio il Vecchio.
In Apelle dipinge il ritratto di Pampapse alla presenza di Alessandro il Grande il soggetto è ripreso dalla narrazione in gran parte leggendaria della vita di Alessandro il Grande.
Apelle, mitico pittore greco in età ellenistica, famoso anche per essere il ritrattista “ufficiale” di Alessandro, ritrae Pampapse (a volte erroneamente indicata come Campapse), bella e seducente fanciulla diventata amante e concubina del giovane e potente re dei Macedoni, alla presenza quasi minacciosa di quest'ultimo, oltretutto affiancato da militari e compagni d'arme.
I due soggetti furono più volte illustrati in età barocca, soprattutto per essere allusivi sia alle capacità mimetiche della Pittura anche nel rappresentare al meglio la Bellezza (è il caso del dipinto Zeusi dipinge il ritratto di Venere scegliendo a modello le fanciulle di Crotone), sia alla superiorità delle Arti o, meglio, dell'artista sul potere politico-militare e, in particolare, su chi lo detiene (ed è il caso del dipinto Apelle dipinge il ritratto di Pampapse alla presenza di Alessandro il Grande).

## Il ritrovamento
I dipinti Apelle dipinge il ritratto di Pampapse alla presenza di Alessandro il Grande e Zeusi dipinge il ritratto di Venere scegliendo a modello le fanciulle di Crotone sono stati ritrovati nel 2010, nel corso del lavoro di aggiornamento e valorizzazione degli archivi della quadreria del Senato diretto da Tiziana Ferrari, curatrice delle opere d'arte presso la Camera Alta. Il professor Nicola Spinosa venne invitato dal Senato in quanto molte opere della quadreria provenivano dal museo di Capodimonte, Spinosa durante la ricognizione nei palazzi, riconobbe i due grandi dipinti da molti anni scomparsi dai circuiti dell'arte: due tele del maestro Francesco Solimena. Le opere acquistate nel 1937 dall'allora Presidente erano state erroneamente catalogate sotto il nome di un artista minore: Biagio Falcieri. Per molti anni allocate a Palazzo Madama nella piccola Sala della Balaustra giacevano sotto mentite spoglie.